# Saint-Hilaire-les-Places
Saint-Hilaire-les-Places es una comuna francesa situada en el departamento de Alto Vienne, en la región de Nueva Aquitania.

## Demografía
| 968 | 905 | 790 | 790 | 785 | 780 | 830 |
| Para los censos de 1962 a 1999 la población legal corresponde a la población sin duplicidades (Fuente: INSEE [Consultar]) |     |     |     |     |     |     |